# УСК Тур (Ландсгут)
УСК «Тур» (Український Спортовий Клюб «Тур») — українське спортивне товариство з німецького міста Ландсгут.
Ще з 1946 року в таборі в Лансгуті існувало УСТ «Січ», яке не вело активної діяльності і самоліквідувалося.
УСК «Тур» (Ландсгут) заснований під головуванням Камінського взимку 1947 року в українському таборі, в якому перебувало близько 2000 українців.
Цей наймолодший між таборовими товариствами клуб мав чинну всього лише одну секцію баскетболу. Взяв участь у зональному турнірі в лютому 1948 року. На цьому турнірі зайняв останнє 6-е місце.